# Хрисуполис
Хрису́полис (греч. Χρυσούπολις ή Χρυσούπολη) — малый город в Греции. Расположен на высоте 20 метров над уровнем моря на правом (западном) берегу реки Нестос (Места), в 24 километрах к востоку от Кавалы, в 152 километрах к западу от Салоник и в 345 километрах к северу от Афин. Административный центр общины (дима) Нестос в периферийной единице Кавала в периферии Восточная Македония и Фракия. Население 8885 жителей по переписи 2011 года. Площадь 46,89 квадратного километра.
Севернее города проходит автострада 2 «Эгнатия», часть европейского маршрута E70.

## История
В 1375—1376 годах область была захвачена турками-османами. В османский период был основан город, который назывался Сари-Шабан (тур. Sarı Şâban, Σαρή Σαμπάν) от тур. sarı «жёлтый, золотой» и имени Шабан, местного турецкого помещика и содержателя постоялого двора. 11 июля 1913 года в ходе Второй Балканской войны присоединён к королевству Греция. Был переименован в Сапеи (Σαπαίοι), по названию фракийского племени сапеи, обитавшему в этой области. В 1919 году (ΦΕΚ 251Α) создано сообщество Сапеи (Сари-Сабан). В 1925 году (ΦΕΚ 40Β) город переименован в Хрисуполис от греч. χρυσός «золотой».
В прошлом жители города занимались обслуживанием проезжающих путешественников. В настоящее время в области развито сельское хозяйство на плодородной равнине, образованной отложениями реки Нестос.

## Население
| Год  | Население, человек |
| ---- | ------------------ |
| 1991 | 7273               |
| 2001 | 8000               |
| 2011 | ↗ 8885             |